# Ansford
Ansford – wieś w Anglii, w hrabstwie Somerset, w dystrykcie (unitary authority) Somerset. Leży 40 km na południe od centrum Bristol i 173 km na zachód od Londynu. W 2002 miejscowość liczyła 1048 mieszkańców.